# Erbaa
Erbaa – miasto w Turcji w prowincji Tokat.
Według danych na rok 2000 miasto zamieszkiwało 45 595 osób.